# Rudolf Schlauf
Rudolf Schlauf (* 17. März 1910; † August 1952) war ein österreichischer Fußballspieler.

## Karriere

### Vereine
Schlauf spielte von 1930 bis 1950 ausschließlich für Wiener Vereine.
Für den First Vienna FC bestritt er in der Saison 1930/31 Punktspiele in der I. Liga.
Von 1933 bis 1935 spielte er für den Ligakonkurrenten Floridsdorfer AC. Danach schloss er sich dem Ligakonkurrenten FC Libertas Wien an, für den er die Saison 1935/36 noch in der I. Liga, die Folgesaison in der Nationalliga bestritt. Den Verein verließ er am Saisonende, da er als Zehnter von zwölf teilnehmenden Mannschaften in die zweite Liga abstieg.
Von 1937 bis 1939 spielte für den SK Rapid Wien; für den er jeweils 12 Punktspiele in der Nationalliga und in der Gauliga Ostmark, eine von 17, später auf 23 aufgestockten Gauligen zur Zeit des Nationalsozialismus als einheitlich höchste Spielklasse im Deutschen Reich nach dem Anschluss Österreichs, bestritt.
Von 1939 bis 1941 spielte er in der Gauliga Ostmark, danach von 1941 bis 1945, in der Sportbereichsklasse Donau-Alpenland für den SC Wacker Wien.
Nach dem Ende des Zweiten Weltkriegs absolvierte er zwei Spielzeiten für den Wiener Sport-Club in der vom Wiener Fußball-Verband organisierten (Wiener) Liga.
Seine aktive Fußballerkarriere ließ er beim SC Rapid Oberlaa ausklingen, für den er von 1947 bis 1950, die letzte Saison in der Staatsliga A, spielte.
Während seiner Vereinszugehörigkeit kam er in zwei Spielen im ÖFB-Cup- und in zwölf Spielen im Tschammerpokal-Wettbewerb zum Einsatz; er gewann fünf Meisterschaften und einmal den nationalen Vereinspokal.

### Nationalmannschaft
Für die Nationalmannschaft bestritt Schlauf ein Länderspiel, das am 6. Oktober 1935 in Warschau im Testspiel gegen die Nationalmannschaft Polens mit 0:1 verloren wurde.

## Grabstätte
Rudolf Schlauf wurde am Friedhof der Feuerhalle Simmering beigesetzt (Abt. 3, Ring 1, Gruppe 3, Nr. 160). Das Grab ist bereits aufgelassen.

## Erfolge
- Österreichischer Meister 1931, 1938
- Deutscher Meister 1941
- Gaumeister Ostmark 1940, 1941
- Tschammerpokal-Sieger 1938